# Truly
Truly (МФА: [ˈtruːli]) — американская альтернативная рок-группа, основанная на волне гранжа в 1990 году Робертом Ротом, Крисом Куинном и Марком Пикерелом. Спустя десятилетие после образования коллектив распался, оставив за собой два студийных альбома.

## История группы

### 1990—1992
После ухода из Storybook Krooks, Роберт Рот прослушивался на позицию гитариста в Nirvana, однако те решили продолжать в качестве трио. Месяц спустя Рот встретил Марка Пикерела.

«Тогда я собирался записать соло-альбом, а Марк как раз ушёл из Screaming Trees. Крис Куинн играл на бас-гитаре в то время. И однажды когда мы были в студии, мы вдруг поняли: „О, мы — группа“. У меня уже была песня под названием „Truly“. Крис сказал: „А может назовём группу Truly?“. Марк был на работе, и Джонатан Поунмэн тоже сказал: „Почему бы тебе не назвать свою группу Truly?“. Получилось, что два разных человека придумали одинаковое название — для меня это был знак» — Рот.

После присоединения Пикерела, Куинн решил перейти играть на электрогитару, тем самым освобождая место бас-гитариста. Пикерел связался Хиро Ямамото.

«Я ушёл из музыки на некоторое время, мне вообще не хотелось играть. Я устал от этого. Но однажды мне позвонил Марк и сказал: „Я тут с одним парнем играю, и нам нужен бас-гитарист“. Я ответил: „Хорошо, я позвоню если что“. Я не играл несколько лет. Прослушав их записи, я подумал: „Это очень неплохо“» — Ямамото.

Свой дебютный мини-альбом — Heart and Lungs — группа выпустила на лейбле Sub Pop в 1991 году. Это была единственная запись сделанная группой квартетом, так как вскоре после её выпуска Крис Куинн ушёл из группы. Рот утверждал, что они не очень ладили вместе, и позже прокомментировал: «Я — интуитивный тип, а он больше склонен работать по заученным образцам».

### 1993—1998
В 1993 году группа подписала контракт с лейблом Capitol Records, а спустя два года выпустила свой первый полноформатный студийный альбом Fast Stories… from Kid Coma, который был положительно встречен критиками. Стив Курутз дал альбому 4.5 из 5 звёзд, назвав его «свободным концептуальным альбомом, наполненным перегруженным звуком гитары и успокаивающим, но в то же время слегка угрожающим голосом певца Роберта Рота».

«Для меня это настоящий альбом, в том смысле, что мы не просто собрали коллекцию песен вместе. Для нас это было чем-то типа создания фильма. К моменту когда мы закончили запись, [Capitol Records] говорили: „Выходите за всевозможные рамки — делайте, что хотите“, „Не думайте о синглах, не думайте о хитах до третьего-четвёртого альбома. Мы хотим, чтобы вы были альбомной группой типа Pink Floyd или Zeppelin“. Мы отвечали: „Вы уверены?“» — Рот.

«От некоторых песен и текстов [на Fast Stories… from Kid Coma] у меня всё ещё бегут мурашки по коже при прослушивании. У определённых частей песен есть такое чувство, и для меня это всегда было причиной играть музыку — чтобы создавать такой саунд» — Ямамото.

Позже Рот создал отредактированную сингл-версию песни «Blue Flame Ford», чтобы альбом получил больше внимания, но вместо выпуска сингла лейбл отправил группу обратно в студию для работы над их следующим альбомом Feeling You Up. С этого момента группа начала «страдала» от недостатка поддержки от Capitol Records, поэтому для выпуска второго альбом она перешла на инди-лейбл Thick Records в 1997 году. Грег Прато дал альбому 4 из 5 звёзд: «Этот невероятно сильный альбом мог бы легко подойти для MTV и рок-радио тогда, если бы они не были так помешаны на Limp Bizkit и Everclear». В 1998 году Truly провели небольшой американский тур в поддержку Feeling You Up, однако были вынуждены прервать его из-за личных проблем Пикерела. Вскоре группа ушла «на перерыв».

### 2000 — нынешнее время
Последний релиз группы, Twilight Curtains, сборник новых и невыпущенных песен и демо, был выпущен в Европе в 2000 году на инди-лейблах Cargo/Headhunter U.K. и Sweet Nothing. Грег Прато: «Как и следовало ожидать, [Twilight Curtains] не сравнить с прискорбно забытым шедевром 1995 года Fast Stories… from Kid Coma, Twilight Curtains всё же настоятельно рекомендуется давним поклонникам группы». В мае 2000 года, Рот и Пикерел, совместно с бас-гитаристом Джорджем Рид-Хармоном провели небольшой тур по Европе в поддержку сборника.
В 2008 году группа воссоединилась. В октябре 2013 года группа представила свою новый сингл «Wheels on Fire».

## Участники группы
Первый состав (1990—1991)
- Роберт Рот — вокал, гитара
- Крис Куинн — бас-гитара, бэк-вокал
- Марк Пикерел — ударные, бэк-вокал

Второй состав (1991)
- Роберт Рот — вокал, гитара
- Крис Куинн — гитара
- Хиро Ямамото — бас-гитара, бэк-вокал
- Марк Пикерел — ударные, бэк-вокал

Третий состав (1991—1998; 2008 — нынешнее время)
- Роберт Рот — вокал, гитара
- Хиро Ямамото — бас-гитара, бэк-вокал
- Марк Пикерел — ударные, бэк-вокал

Четвёртый состав (2000)
- Роберт Рот — вокал, гитара
- Джордж Рид-Хармон — бас-гитара, бэк-вокал
- Марк Пикерел — ударные, бэк-вокал

## Дискография
Мини-альбомы
| Год  | Об альбоме                                                       |
| ---- | ---------------------------------------------------------------- |
| 1991 | Heart and Lungs - Дата выпуска: 18 октября 1991 - Лейбл: Sub Pop |

Студийные альбомы
| Год  | Об альбоме                                                                        |
| ---- | --------------------------------------------------------------------------------- |
| 1995 | Fast Stories… from Kid Coma - Дата выпуска: 20 июня 1995 - Лейбл: Capitol Records |
| 1997 | Feeling You Up - Дата выпуска: 14 октября 1997 - Лейбл: Thick Records             |

Сборники
| Год  | Об альбоме                                                                                   |
| ---- | -------------------------------------------------------------------------------------------- |
| 2000 | Twilight Curtains - Дата выпуска: 22 мая 2000 - Лейбл: Cargo-Headhunter U.K. / Sweet Nothing |